# Wolfram Derschmidt

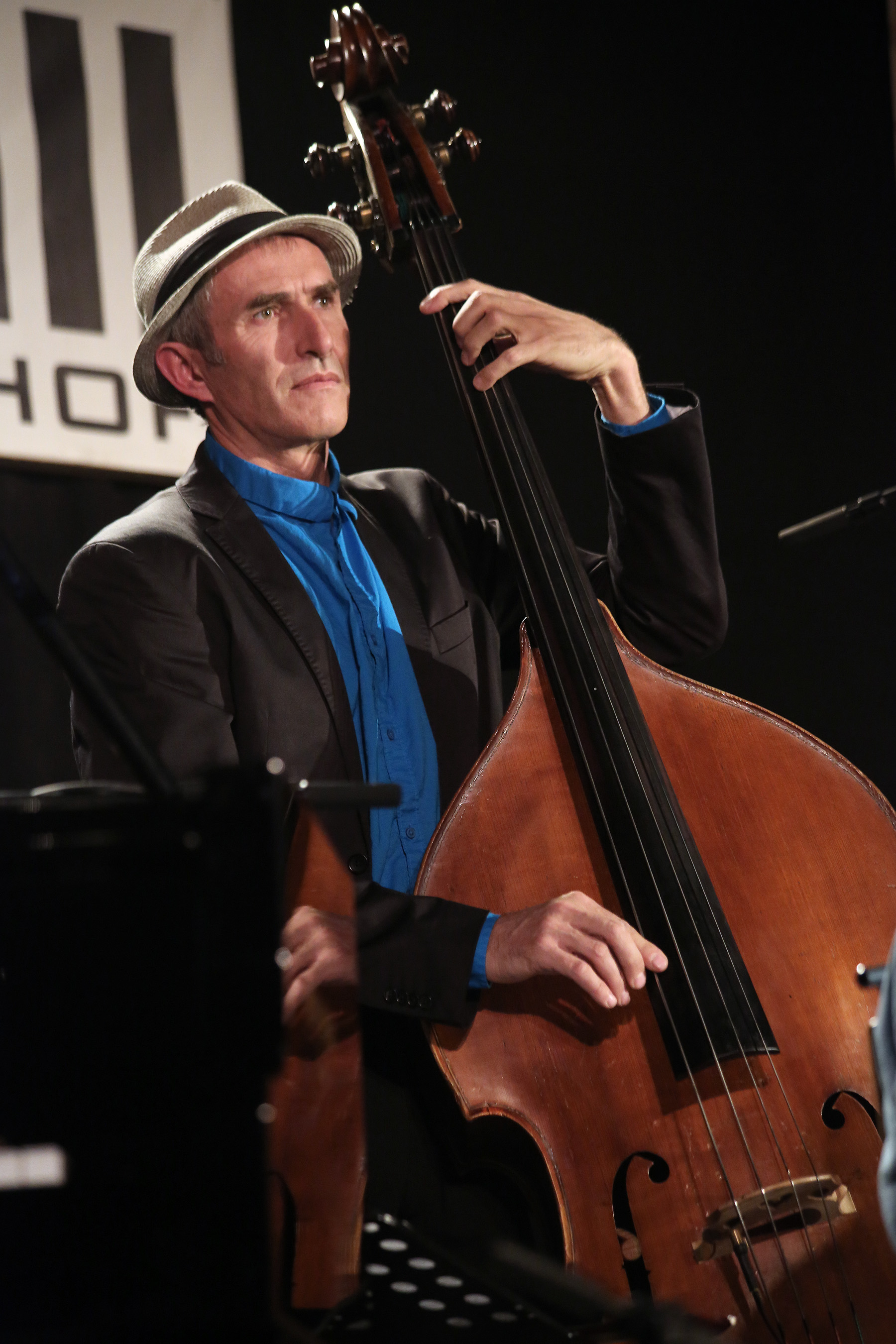
Wolfram Derschmidt (2013)

Wolfram Derschmidt (* 1964 in Wels) ist ein österreichischer Jazzmusiker (Kontrabass).

## Leben und Wirken
Derschmidt erhielt als Kind Cello- und Klarinettenunterricht. An der Universität für Musik und darstellende Kunst Graz studierte er Kontrabass bei Wayne Darling, Adelhard Roidinger und Ewald Oberleitner. Dann gehörte er zu Bands wie LandLuft, Blue Brass, Hollotrio, Ars Futura und dem Stafford James String Project. Er spielte mit so unterschiedlichen Musikern wie Karlheinz Miklin, Ines Reiger, Toots Thielemans, Peter O’Mara, Boško Petrović, Ack van Rooyen, Terje Rypdal, Woody Schabata, Wolfgang Puschnig, Klemens Pliem, Toninho Horta, Oliver Lake, Kirk Lightsey, Irina Karamarković, Shantel, Iris Träutner oder Azar Lawrence. Stilistisch reicht sein Spektrum vom Jazz und der Klassik bis zur Volksmusik (als Catering Absorbers mit Martin Moro und Martin Burböck). Als Begleiter hat er an rund zwei Dutzend Platten mitgewirkt und ist auf Festivals in Europa, Nordamerika und Asien aufgetreten. Mit Klaus Dickbauer, Daniel Oman, Wolfgang Heiler und Thomas Wall gehört er zum Quintett Austrian Art Gang, das 2017 ein Album mit genreübergreifenden Improvisationen über Bachs Kunst der Fuge veröffentlichte.

## Diskographische Hinweise
- Bigband Süd, feat. Art Farmer: Remember (1995)
- LandLuft: Übern See (Extraplatte 2002)
- Paul Zauners Blue Brass Soil (PAO 2006)
- Hollotrio: Togu (Pad Rec. 2011)
- Gregory Porter, Donald Smith, Mansur Scott & Paul Zauners Blues Brass: Great Voices of Harlem (PAO 2014)
- Michael Kahr: Jazz & the City and Me (Alessa 2016)
- Wolfram Derschmidt, Thomas Wall, Paul Zauner: Ars Futura (PAO 2016)
- Austrian Art Gang: Die Kunst der Fuge und der Improvisation (Gramola 2017)